# Glomeromycota
Glomeromycota är en division av svampar. Svamparna kallas även mycorritzasvampar och växer i symbios med örtväxter. Svamparna hyfer formar en trädliknande form (arbiskulär) mellan cellväggen och cellmembranet i växternas rötter. Här kan svampen hjälpa växterna att samla ihop närsalter och vatten och växterna kan bidra med biomaterial och energi. Många växter är helt beroende av hjälp från svampar för att kunna tillväxa. 
|               | Basidiomycota                    |
|               |                                  |
|               | Ascomycota                       |
|               |                                  |
|               | Zygomycota                       |
|               |                                  |
|               | Chytridiomycota                  |
|               |                                  |
|               | Blastocladiomycota               |
|               |                                  |
|               | Microspora                       |
|               |                                  |
|               | Neocallimastigomycota            |
|               |                                  |
| Glomeromycota | \| \| Glomeromycetes \| \| \| \| |
|               | \| \| Glomeromycetes \| \| \| \| |
|               | Gloeolecta                       |
|               |                                  |
|               | Sclerotium                       |
|               |                                  |
|               | Calacogloea                      |
|               |                                  |
|               | Variolaria                       |
|               |                                  |
|               | Rozella                          |
|               |                                  |
|               | Lymphocystidium                  |
|               |                                  |
|               | Chaetotrichum                    |
|               |                                  |
|               | Glomeromycetes                   |
|               |                                  |

|  | Glomeromycetes |
|  |                |

## Källor

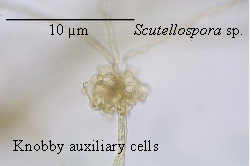
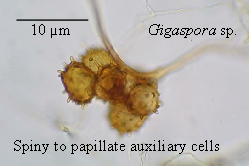
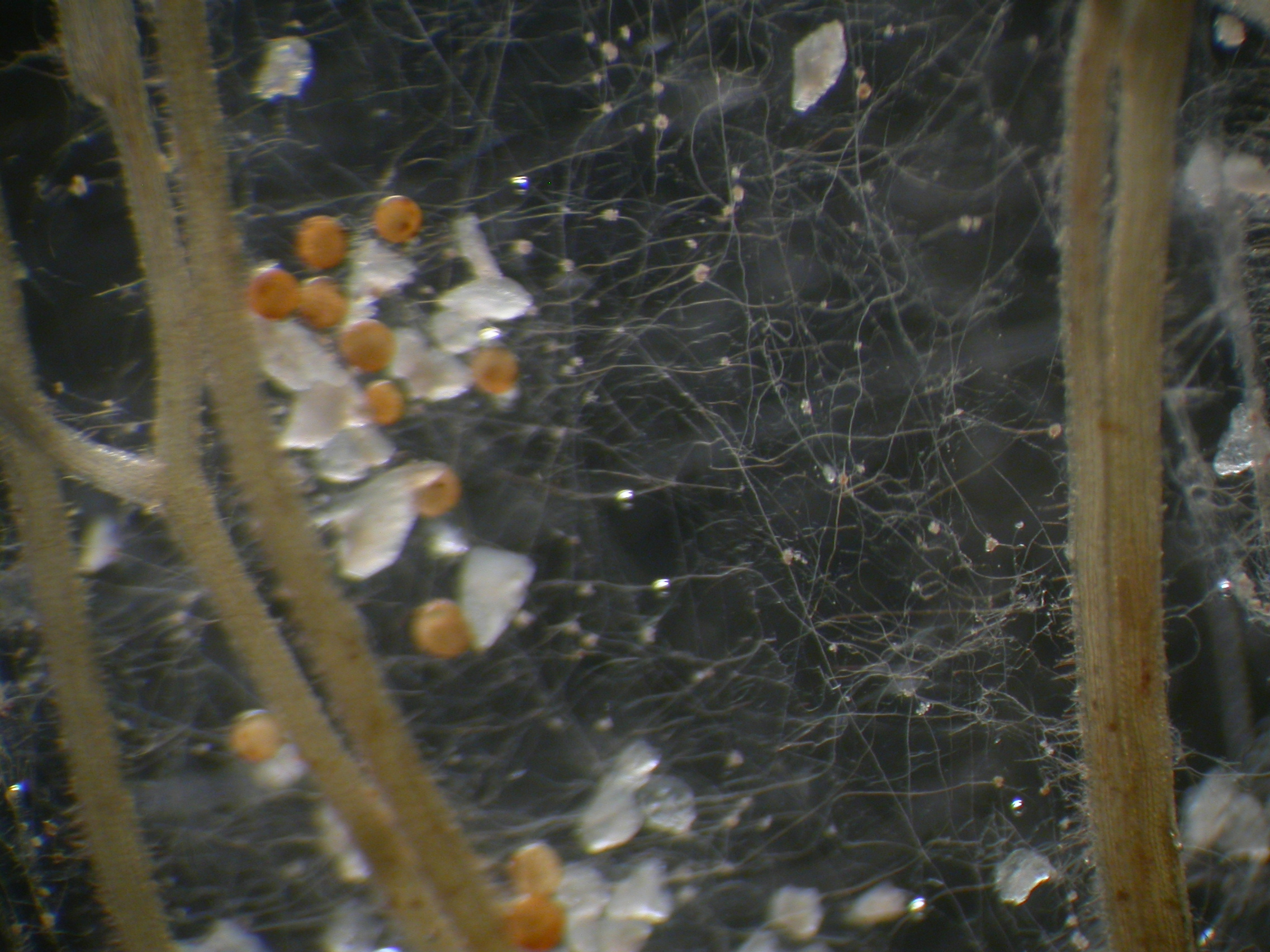